# Karelská vlajka

Karelská vlajka
Poměr stran: 2:3

Vlajka Karélie, jedné z autonomních republik Ruské federace, je tvořena listem o poměru stran 2:3 se třemi vodorovnými pruhy – červeným, modrým a zeleným.
Soutěžní komisi pro státní symboliku zřejmě ovlivnila vlajka Karelo-finské SSR z padesátých let.

## Historie
Karélie, historická země Karelů, zahrnuje území, které je v současnosti rozděleno mezi Rusko (Leningradská oblast a Republika Karélie) a Finsko (provincie Jižní Karélie a Severní Karélie). 
Po říjnové revoluci vznikla 8. června 1920 „Karelská pracovní komuna”, která byla 25. července 1923 přeměněna na Karelskou ASSR v rámci RSFSR. Po zimní válce k ní byla přičleněna část Finské Karélie a 31. března 1940 byla reorganizována jako samostatná, šestnáctá sovětská republika – Karelofinská SSR.
16. července 1956 byl status země opět změněn na ASSR. Současného postavení požívá oblast od roku 1991, kdy se rozpadl Sovětský svaz.

Vlajka Karelo-finské SSR.(1940–1953) Poměr stran: 1:2
Vlajka Karelo-finské SSR (1953–1956) Poměr stran: 1:2
Vlajka Karelo-finské SSR (1953–1956), rubová strana
Vlajka Karelské ASSR (1956–1993) Poměr stran: 1:2

16. února 1993 byl přijat zákon o státní vlajce. Nařízení o státní vlajce bylo schváleno výnosem předsednictva Nejvyšší rady č. 61/1 z 24. března 1993.
Autorem vlajky je právník Alexandr Ivanovič Kinner. Vlajka je zapsána ve Státním heraldickém rejstříku Ruské federace pod číslem 1219.

## Vlajka karelského prezidenta

Vlajka karelského prezidenta Poměr stran: 1:1

## Vlajky karelských okruhů a rajónů

Administrativní členění Karelské republiky

Karelská republika se od roku 2022 člení na 2 městské okruhy, 1 městský obvod, 3 obecní rajóny a 12 rajónů.

Petrozavodsk (1) Poměr stran: 2:3
Kostomukša (2) Poměr stran: 2:3
Sortavalský rajón (3) Poměr stran: 2:3
Soujarvský rajón (4) Poměr stran: 2:3
Oloněcký rajón (5) Poměr stran: 2:3
Prjažinský rajón (6)
Kalavalský rajón (7) Poměr stran: 2:3
Kondopožský rajón (8) Poměr stran: 2:3
Medvežjegorský rajón (9) Poměr stran: 2:3
Segežský rajón (10) Poměr stran: 2:3
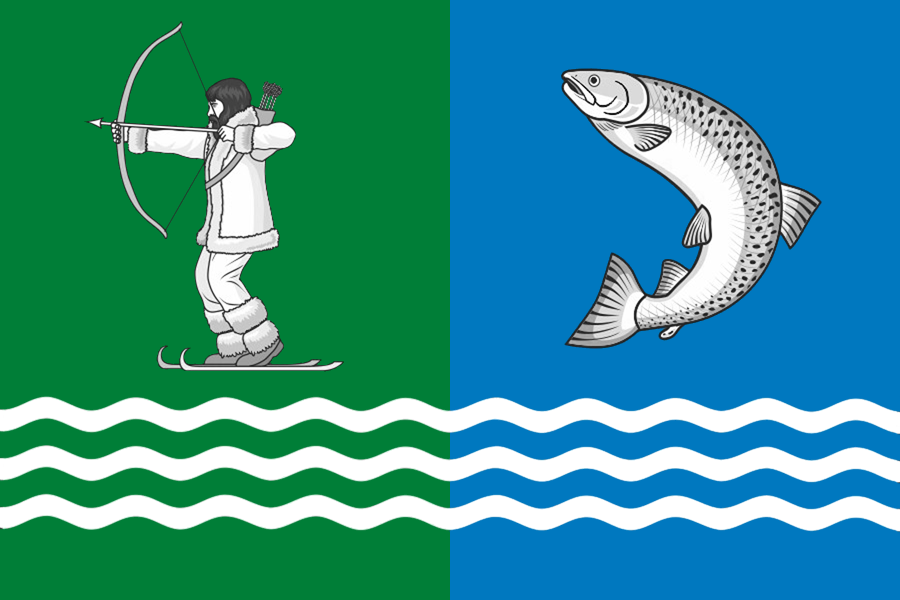
Bělomorský rajón (11) Poměr stran: 2:3
Louchský rajón (12) Poměr stran: 2:3
Muezerský rajón (13)
Lachděnpochský rajón (14) Poměr stran: 2:3
Pitkjaranský rajón (15) Poměr stran: 2:3
Pudožský rajón (16) Poměr stran: 2:3
Prioněžský rajón (17) Poměr stran: 2:3
Kemský rajón (18) Poměr stran: 2:3